# Tahdi'a
Der arabisch-islamische Rechtsbegriff Tahdi'a (auch Tahdiya, Tahadiya; arabisch تهدئة, DMG Tahdiʾa ‚Befriedung‘) bedeutet so viel wie begrenzte Waffenruhe.
Tahdi'a bezeichnet eine vorübergehende Einstellung kriegerischer oder feindlicher Handlungen – allerdings ist sie nicht bindend, hat keinen festen Zeitrahmen und kann sofort beendet werden, wenn es für die Gläubigen vorteilhaft ist. Tahdi'a ist von einer Hudna (Waffenstillstand) und einer Sulh („Frieden, Friedensschluss; Aussöhnung“) abzugrenzen. Im Nahostkonflikt wird häufig von einem „Waffenstillstand“ (Hudna) gesprochen, wenn de facto Tahdi'a vorliegt.
Während Hudna ein traditioneller arabischer Begriff ist, ist Tahd'ia ein neuzeitlicher Begriff im politischen israelitisch-palästinensischen Diskurs. So gebrauchte ihn Mahmud Abbas, Leiter der Palästinensischen Autonomiebehörde, am 22. Januar 2005 bei seiner Ankündigung einer grundsätzlichen Einigung der meisten palästinensischen Fraktionen, terroristische Aktivitäten zu reduzieren, um Ruhe in die Region zu bringen. Jedoch erklärten sich bei einer Gesprächsrunde in Kairo am 15. März 2005 zwischen den palästinensischen Fraktionen die Vertreter der bewaffneten Gruppen nicht zu einem Waffenstillstand bereit, sondern lediglich zu einer Tahd'ia. Der Begriff wird von Kommentatoren auch als Trick betrachtet.